# アマナキ・サヴィエティ
アマナキ・サヴィエティ（Amanaki Savieti、1996年3月13日 - ）は、ニュージーランド出身のラグビー選手。

## プロフィール
- ポジションはウィング(WTB)。
- 身長 183cm、体重 104kg
- ニックネームはナキ。

## 略歴
セイクリッドハート高校、ワイカトを経て、2016年、NECグリーンロケッツに加入。同年8月27日に行われたジャパンラグビートップリーグ第1節のリコーブラックラムズ戦に先発出場で日本での公式戦初出場を果たす。
2020年、NECグリーンロケッツを退団した。